# Soliera

Soliera (Sulêra en dialecte modenese) est une commune italienne de la province de Modène, dans la région Émilie-Romagne.

## Géographie
Située à 28 mètres d'altitude, la ville de Soliera s’étend dans la Plaine du Pô à environ 10 km au nord de Modène et 8 km au sud de Carpi. Au milieu d’une zone agricole, la cité industrielle de Soliera est desservie par la ligne de chemin de fer Modène-Vérone-Le Brenner et d’un réseau routiers composé principalement de la SS413 Modène-Carpi-Mantoue et de l’autoroute A22 Modène-Vérone-Le Brenner.
La commune fait partie de l’ Unione Terre d'Argine, avec les autres communes de Carpi (Italie), Novi di Modena (17 km) et Campogalliano (8 km),
Les grandes villes voisines :
- Bologne 43 km ;
- Milan 159 km ;
- Florence 111 km ;
- Padoue 106 km.

## Histoire
Le toponyme de Soliera vient du latin solarium et plus précisément de solaio, qui était le lieu où l’on étendait le blé au soleil pour qu’il sèche.
 
la zone a vu ses premiers établissements dès l’âge du bronze avec les successives populations des Ligures, Étrusques et Romains, lesquels entreprirent les premiers travaux de bonification des terres.
 
Après l’époque du haut Moyen Âge, marqué par les invasions barbares, les famines, les épidémies et les inondations, en 1029, l’historien modenese Ludovico Antonio Muratori note dans son œuvre Antichità Estensi, un acte d’achat à la famille Boiardi par le marquis Ugo d'Este de quelques territoires de Soliera, dont sa position voisine de Modène et de Carpi, était un objectif désirable pour la Maison d'Este qui y construire un château en 1370.

Le territoire fut également occupé par les Pio de Savoie  jusqu’en 1635, puis passa comme marquisat et concédé à Pietro Campori, dont ses descendants furent feudataires de Soliera jusqu’à l’arrivée de Napoléon Bonaparte en 1796.

Avec la Restauration et le retour des ducs d'Austria-Este, Soliera devint une villa de la commune de Modène jusqu’à l’Unité italienne, pour devenir commune autonome.

## Économie
La commune de Soliera fait partie du département du textile de Carmi, et la fertilité de sa campagne la rend apte à l’activité agricole : vin, Parmigiano-Reggiano, fruits, céréales et élevage porcin.

Le secteur industriel est bien développé avec la mécanique de précision et la fabrication de machines pour le travail du bois.

## Monuments
- Le château de Soliera, de 1370, avec une forteresse bâtie à l’intérieur même du château. En 1990, la commune achète le domaine pour en faire le siège communal.
- l’église de saint Jean le Baptiste, fondée par les Bénédictins au XIe siècle,
- l’église de saint Michèl du XIe siècle, à 1 km du château,
- l’église de saint Pierre du XIIe siècle.

## Administration
| Période                                  | Période  | Identité        | Étiquette     | Qualité |
| ---------------------------------------- | -------- | --------------- | ------------- | ------- |
| 08/06/2009                               | En cours | Giuseppe Schena | Centre gauche |         |
| Les données manquantes sont à compléter. |          |                 |               |         |

### Hameaux
Sozzigalli, Castello di Sozzigalli, Secchia, Limidi, Appalto.

### Communes limitrophes
Bastiglia (6 km), Bomporto (9 km), Carpi (Italie) (8 km), Modène (10 km), San Prospero (10 km).

## Population

### Évolution de la population en janvier de chaque année
| 1861  | 1901  | 1921  | 1951   | 1961  | 1971  | 1981   | 1991   | 2001   |
| ----- | ----- | ----- | ------ | ----- | ----- | ------ | ------ | ------ |
| 4 865 | 6 332 | 9 656 | 10 601 | 9 650 | 9 329 | 10 770 | 11 395 | 13 222 |

| 2012   | - | - | - | - | - | - | - | - |
| ------ | - | - | - | - | - | - | - | - |
| 15 334 | - | - | - | - | - | - | - | - |

### Ethnies et minorités étrangères
Selon les données de l’Institut national de statistique (ISTAT) au 1er janvier 2012, la population étrangère résidente et déclarée était de 1 310 personnes, soit 8,6 % de la population résidente.
Les nationalités majoritairement représentatives étaient :
| Pos. | Pays     | Population |
| ---- | -------- | ---------- |
| 1    | Inde     | 220        |
| 2    | Maroc    | 180        |
| 3    | Roumanie | 177        |
| 4    | Tunisie  | 117        |
| 5    | Albanie  | 89         |
| 6    | Ghana    | 61         |
| 7    | Chine    | 60         |
| 8    | Moldavie | 58         |
| 9    | Pakistan | 54         |
| 10   | Pologne  | 51         |

## Jumelages
Paiporta (Espagne).

## Note
1. ↑  (it) Popolazione residente e bilancio demografico sur le site de l'ISTAT.

## Sources
- (it) Cet article est partiellement ou en totalité issu de l’article de Wikipédia en italien intitulé « Soliera » (voir la liste des auteurs) le 14/11/2012.